# Saint-Fiacre-sur-Maine
Saint-Fiacre-sur-Maine è un comune francese di 1 228 abitanti situato nel dipartimento della Loira Atlantica nella regione dei Paesi della Loira.

## Società

### Evoluzione demografica
Abitanti censiti